# Olive Mudekereza Namegabe
Olive Mudekereza Namegabe, né le 18 octobre 1958 à Nfunzi (territoire de Walungu) dans province du Sud-Kivu en République démocratique du Congo, est un homme politique kino-congolais, actuellement députée de la province du Sud-Kivu, représentant la circonscription de Bukavu Ville 12 février 2024 au 15 décembre 2028.

## Biographie
Olive Mudekereza Namegabe, né le 18 octobre 1958 à Nfunzi, Territoire de Walungu dans province du Sud-Kivu en République démocratique du Congo. Est une personnalité politique congolaise et députée de la province du Sud-Kivu, représentant la circonscription de Bukavu Ville. Membre de l'APOCEM et Alliés, il a été élue au parlement pour un mandat courant du 12 février 2024 au 15 décembre 2028. Elle siège au sein de la commission parlementaire chargée de l'Environnement, du Tourisme, des Ressources Naturelles et du Développement Durable.

## Parcours politique
Olive Mudekereza Namegabe a commencé sa carrière politique en étant élue députée à l'Assemblée nationale de la République Démocratique du Congo, où elle représente la circonscription de Bukavu Ville dans la province du Sud-Kivu.
En 2019, il est élu deputé représentant la circonscription de Bukavu Ville.
Il a fait partie de plusieurs initiatives législatives importantes durant ses mandats, en soutenant des projets de loi significatifs, dont la prorogation de l'état de siège à plusieurs reprises sur une partie du territoire congolais, et a voté pour des projets de loi relatifs à des réformes politiques, sociales et économiques en République Démocratique du Congo. Elle a également soutenu des projets visant à renforcer la gouvernance, notamment à travers l'adoption de lois sur la cybersécurité, la santé, l'environnement, et le numérique. Et nn février 2024, il a été réélue pour un nouveau mandat débutant
En janvier 2025, il a reçu le prix de meilleur élu de la province du Sud-Kivu décerné par la société civile Rénovée SCR. Ce prix a été attribué en reconnaissance de ses nombreuses actions parlementaires et de son engagement à améliorer le quotidien des citoyens.

## Engagement législatif
Au cours de son mandat, Olive Mudekereza Namegabe a voté en faveur de plusieurs propositions législatives clés, parmi lesquelles :
- La prorogation de l'état de siège à plusieurs reprises sur une partie du territoire de la RDC.
- Le projet de loi des finances pour l’exercice 2022 et les exercices suivants.
- La ratification de diverses conventions internationales, telles que celles relatives à la cybersécurité et à la protection des données à caractère personnel.
- La ratification de l'accord créant le réseau international sur le bambou et le rotin (INBAR), ainsi que du code du numérique.
- La répartition des sièges pour les élections législatives, provinciales, municipales et locales.

Elle a aussi soutenu des projets visant à améliorer l’infrastructure de la RDC, comme l'électrification de Kabinda et des projets de développement rural.

## Implication dans les réformes sociales et environnementales
En tant que membre de la commission parlementaire sur l'Environnement, le Tourisme, les Ressources Naturelles et le Développement Durable, Olive Mudekereza Namegabe a plaidé pour des réformes environnementales et a soutenu la mise en place d'une législation permettant de mieux gérer les ressources naturelles du pays. Son action s'inscrit dans un contexte où la RDC, riche en ressources naturelles, fait face à des défis environnementaux majeurs liés à l'exploitation illégale et à la gestion des écosystèmes fragiles,.

## Vie personnelle
Olive Mudekereza Namegabe est originaire de Nfunzi, dans la province du Sud-Kivu, et a consacré une partie de sa carrière à la défense des droits des populations locales, particulièrement dans les domaines de l’environnement et du développement durable.